# Heliophanus lesserti
Heliophanus lesserti är en spindelart som beskrevs av Wesolowska 1986. Heliophanus lesserti ingår i släktet Heliophanus och familjen hoppspindlar. Inga underarter finns listade i Catalogue of Life.